# Micrommata virescens
A aranha-verde-de-huntsman (Micrommata virescens) é uma aranha da família sparassidae de distribuição paleoártica. Ocorre espontaneamente na Europa setentrional e central.
Não tece teia e preda por camuflagem. Não é uma aranha venenosa.

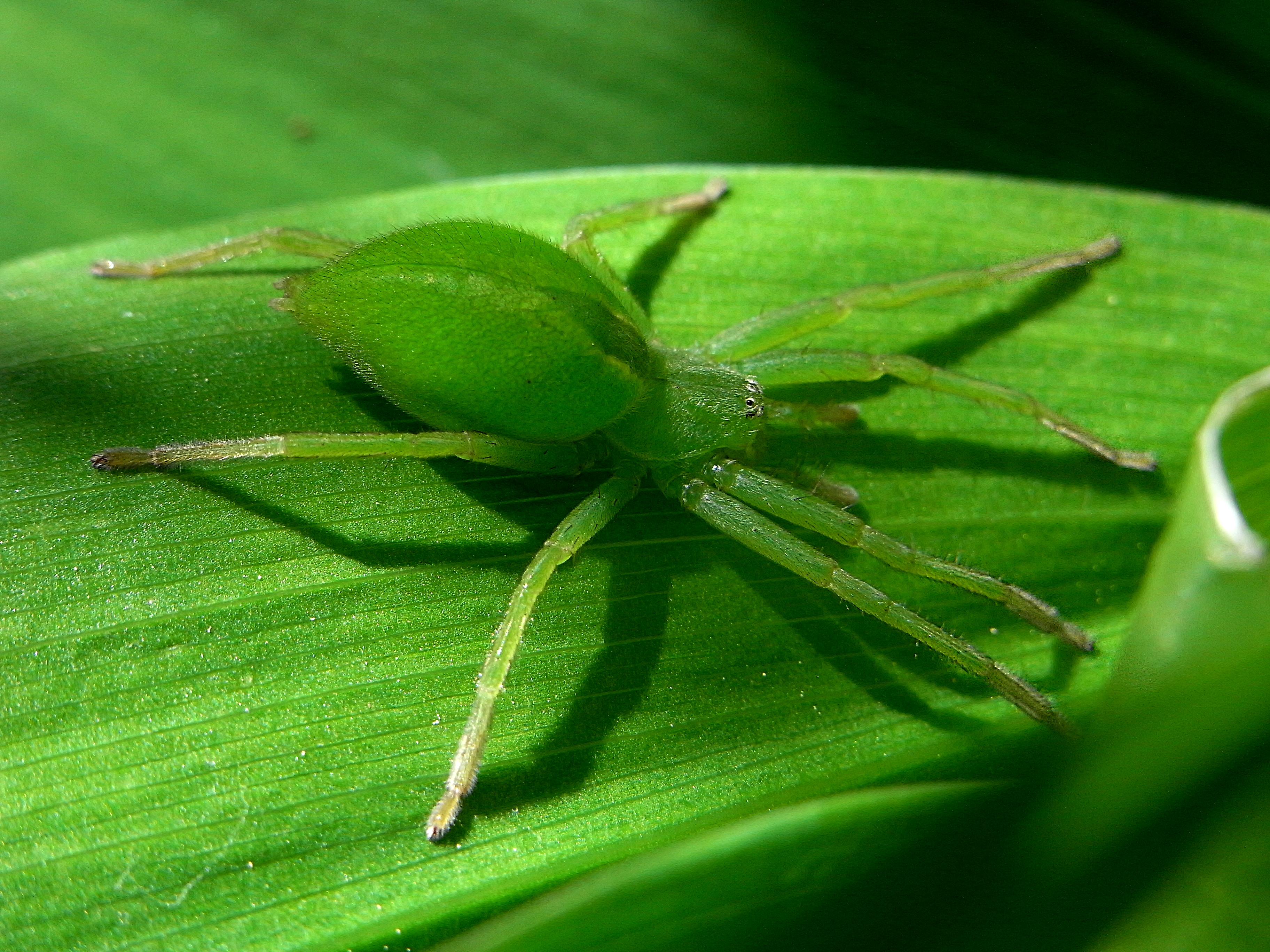
Fêmea M. virescens.